# Maas Binnenvaartmuseum
Het Maas Binnenvaartmuseum is een museum te Maasbracht, gelegen aan Havenstraat 12.
Het museum, opgericht in 1985, heeft tot doel om de geschiedenis van de binnenvaart op de Maas te presenteren aan de hand van tal van voorwerpen. Dit betreft beeldmateriaal, scheepsmodellen, maquettes zoals van het schepenkerkhof, toen de Duitse bezetter met dynamiet 260 binnenvaartschepen tot zinken bracht. Niet alleen de geschiedenis van de binnenvaart op de Maas, maar ook het leven van de schipper, de schippersbeurs en dergelijke worden aan de orde gesteld.
Het museum bezit verder de historische tjalk "Nooit Volmaakt", welke in 1889 te Papendrecht werd gebouwd en waar vanaf 1928 zand, grind en steenkool mee werd vervoerd. Het schip werd in 1946 van een motor voorzien, in 1984 werd het uit de vaart genomen en in 1995 door het museum aangekocht, waarna het door restauratie in de staat van 1946 werd teruggebracht.
Verder organiseert het museum rondvaarten met de "Gouverneur van Limburg" door de haven en met passage door het Sluizencomplex Maasbracht.